# هانك سمول
هانك سمول (بالإنجليزية: Hank Small)‏ هو مدير فني أمريكي، ولد في 25 أبريل 1947 في ليفنجستون ‏ في الولايات المتحدة.